# Carrie (película de 2013)
Carrie es una película de 2013 escrita por Lawrence D. Cohen y Roberto Aguirre-Sacasa. Es la cuarta entrega de Carrie (saga) y la tercera adaptación de la novela homónima de Stephen King y a su vez, remake del film homónimo de 1976. Esta versión, estrenada en Estados Unidos el 18 de octubre de 2013, está protagonizada por Chloë Grace Moretz y dirigida por Kimberly Peirce. La película habla sobre Carrie White, una joven que posee poderes telequinéticos, que tras de obtenerlos, causa un caos en la ciudad de Chamberlain (una región ficticia de Maine), dejando una destrucción total con su ira.

## Argumento
Carrie White  es una chica que cursa los tres últimos meses de su último año en la Preparatoria Ewen en Chamberlain. Un día, mientras se baña en las duchas de la escuela, tras la clase de gimnasia, Carrie tiene su primer periodo. Tras nunca haberse informado acerca de la menstruación, piensa que está desangrándose y se aterroriza. Las otras chicas se ríen de ella y la humillan arrojándole tampones y toallas femeninas. Una de las chicas, Christine Hargensen, quien tiene fama por acosar a Carrie desde hace tiempo (sexto año), graba el suceso y más tarde lo publica en YouTube.
La profesora de gimnasia, Rita Desjardin, llega a las duchas, calma la situación y consuela a Carrie llevándola a su oficina. La profundamente religiosa madre de Carrie, Margaret, es llamada por teléfono para recoger a Carrie temprano.
Al llegar a casa, creyendo que el periodo de su hija es un "pecado", Margaret la encierra en un armario para que rece y pida perdón a Dios. Carrie grita con desesperación para salir, y repentinamente se hace una gran grieta en la puerta. Ambas quedan totalmente sorprendidas con esto, y Carrie se da cuenta de que tiene poderes telequinéticos.
Al día siguiente, Desjardin les informa a las chicas que a causa de la humillación a Carrie y por subir el video a YouTube, ellas tendrán que ejercitarse el doble mientras piensan en lo que le hicieron a Carrie White tras haber subido a Internet el vídeo de las duchas. De lo contrario, serán suspendidas tres días y se les negará el acceso al baile de graduación. Christine, creyendo que no ha hecho nada malo, se niega a acatar las órdenes de Desjardin.
Carrie entra en un baño tras ver pintadas en su contra y, de la rabia que siente, comienza a agrietar un espejo hasta que finalmente lo rompe. Posteriormente se dirige a la biblioteca e investiga sobre la telequinesis en Internet y libros, aprendiendo poco a poco a usar sus habilidades.
Cuando el padre de Chris (abogado) amenaza a la escuela con demandarla, Desjardin revela que alguien (probablemente Chris) subió un vídeo a Internet en el que se muestra a Carrie siendo humillada argumentando que sería una mala prensa para quien lo hubiera subido a Internet, complicando el acceso a la Universidad si se enterara la prensa. El padre de Chris le pide su teléfono a esta para comprobar su inocencia, pero Chris solo sale rabiosa de la oficina.
Sue Snell, una de las chicas populares que participó en el incidente de las duchas, se siente muy culpable por lo que hizo, y tratando de arreglar las cosas, le pide a su novio atleta, Tommy Ross, que lleve a Carrie al baile, con el fin de que esta pueda pasar un buen rato.
Cuando Tommy le pregunta a Carrie, esta se muestra primero reacia, creyendo que es solo otra broma, pero más tarde acepta la invitación.
Carrie le informa a su madre que ha sido invitada, pero Margaret se niega a darle permiso para asistir. Carrie manifiesta su poder frente a su madre y esta cree que su hija ha sido poseída por el demonio mismo. 
Chris, su novio Billy, y otros chicos más, irrumpen en una granja por la noche, para matar un cerdo y vaciar su sangre en una cubeta de metal. Después entran a la escuela, y colocan la cubeta en una viga por encima de los tronos que serán respectivamente del rey y reina del baile.
Sue ayuda en la preparación del acto del baile de fin de curso, cuando se siente indispuesta, baja rápidamente de la escalera en la que se encuentra y va corriendo al baño donde vomita.
Carrie, con la tela que compró, se hace su vestido gracias a los conocimientos de costura que adquiere de su madre, que se dedica a arreglar ropa.
Billy y Chris preparan el cubo con la sangre del cerdo que previamente habían matado en la granja. En la noche del baile, Margaret intenta convencer a Carrie de que se quede en casa, pero esta la encierra en el armario y se marcha.
En el baile, Desjardin se acerca a Carrie, tras lo cual Tommy les deja a solas mientras manda un mensaje a Sue diciéndole que la echa de menos y que Carrie está genial y que todo va bien. Tommy, cuando suena una canción lenta, invita a Carrie a bailar enseñándola, mientras bailan, Carrie le pregunta por qué está ahí contestándole que porque es el baile de graduación y que ambos se lo están pasando bien el uno con el otro.
Mientras tanto, Margaret, aprovechando la grieta en la puerta del armario que hizo Carrie, consigue salir del armario en el que había sido encerrada.
Sue se entera de la humillación que Carrie está a punto de sufrir tras un mensaje que le manda Chris (21:56): "Tu chica se ve bien. No lo hará por mucho tiempo" mientras sale de la ducha, por lo que se arregla a toda prisa y conduce rápidamente a la escuela y consiguiendo llegar justo antes de suceda. Tina, la amiga de Chris, abre la caja con los votos reales, reemplazándolos con votos falsificados que hacen Rey y Reina a Tommy y Carrie. 
Mientras, Chris y su novio se encaraman a lo alto con el cubo de sangre de cerdo preparándose para tirarlo en cuanto sean coronados. Sue llega al baile justo cuando nombran a la pareja de reyes, mientras busca desesperadamente a Chris para evitar la broma. Tras ver el cubo, intenta que Chris pare llamándola mientras la profesora Desjardin, al ver a Sue y creyendo que planea humillar a Carrie, la echa del baile por la fuerza. Momento en el que Christine y su novio tiran de la cuerda en la que cae la sangre sobre Carrie.
Chris arroja el cubo con la sangre de cerdo sobre Carrie, humillándola frente a toda la escuela, una vez más. Carrie, avergonzada, trata de abandonar el escenario cuando entonces pasan un vídeo en las pantallas del escenario de Carrie siendo humillada en las duchas de la escuela. La mayoría se ríe. Entonces la cubeta de metal cae sobre Tommy, golpeándole la nuca y matándolo al instante. Carrie, furiosa, crea una onda expansiva que hace volar sillas, mesas y a muchas personas, Heather intenta escapar pero Carrie la impulsa hacia una puerta donde choca contra el vidrio de la misma matándola. Todos aterrados intentan escapar pero Carrie desesperada y llena de rencor, cierra todas las puertas del gimnasio. Jackie y Kenny intentan escapar subiendo por las gradas, pero Carrie con sus poderes sacude las mismas, Kenny se cae de las gradas mientras que Jackie queda entre un escalón y el otro. Luego Carrie cierra los escalones de las gradas y aprieta al chico, matándolo. Tras el intento de un alumno de grabar a Carrie, ella le lanza una mesa golpeándolo en la cabeza y lo mata. Ella enciende el sistema de emergencia de incendio del gimnasio, en lo que lanza al suelo a Nicki y Lizzy (amigas de Chris), para lograr que las demás personas las pisen para finalmente matarlas.
Carrie cierra el sistema de emergencia del gimnasio y corta los cables de electricidad detrás de ella tirando al suelo una estructura de metal que sostenía las luces, esto incendia el telón, para que luego el fuego se expanda. Tina se encuentra con el profesor Ulman en el gimnasio para huir con él, pero Carrie incinera una luna de papel maché y la lanza hacia Tina y el profesor, lo que los separa. Carrie toma los cables cortados y azota con uno de ellos a Tina quien es electrocutada por los cables hasta un área llena de fuego. El vestido de Tina empieza a quemarse junto con ella. Carrie toma por el cuello a la Srta. Desjardin y la eleva por el aire y la salva de morir electrocutada ya que Carrie lanza los cables al suelo cubierto de agua para que los demás sean electrocutados y lanza a Desjardin al escenario. Carrie entonces levita su propio cuerpo para no electrocutarse y sale del gimnasio volando. Las únicas personas que logran escapar son Chris, Billy, Sue, Desjardin, y algunos estudiantes.
Carrie ve que Billy y Christine se van en su auto, entonces decide seguirlos y en el camino ella hace estallar varios autos. Carrie crea una grieta por el pavimento que finalmente hace que la calle se hunda, haciendo que Chris y Billy den una vuelta en "U" y regresen, Christine ve a Carrie y le pide a Billy que la atropelle. El accede a su deseo, pero Carrie detiene el auto con sus poderes telequinéticos, provocando que Billy se golpee con el volante y muera. Entonces Chris intenta atropellar ella misma a Carrie pero, Carrie eleva el auto con sus poderes y finalmente cuando Chris acelera, lo libera para que se estrelle fuertemente con un surtidor de una gasolinera que estaba atrás, por la colisión, Chistine atraviesa el vidrio delantero con la cara, muriendo, ya que tenía su rostro lleno de vidrios clavados. 
Carrie se asegura de la muerte de Christine tirando abajo un poste luz de la calle, que hace que el auto y la gasolinera exploten, haciendo esto como venganza por humillarla por mucho tiempo.
Al llegar a casa, se da un baño para quitarse la sangre de encima. Tras la ducha, su madre la encuentra y consuela a su hija que confiesa que se han reído de ella, y que ella tenía razón. En ese momento su madre confiesa que tuvo la intención de matarla al nacer y cuando se arrodillan para rezar, Margaret apuñala a su hija en el hombro. Carrie usa sus poderes para empujar a su madre, haciendo que ella misma caiga por las escaleras, debilitada. Margaret baja por las escaleras, forcejea con su hija provocándole varios cortes y, aunque muy herida, Carrie la eleva y la lanza contra la puerta del armario y la "crucifica" ahí, clavándole varios objetos filosos en el pecho y estómago. Arrepentida por su acto, se acerca a su madre y le quita todo lo que la mantiene clavada bajándola al suelo pidiéndole perdón.
En ese momento, Sue entra por la puerta de la casa de Carrie pidiendo a esta última que la deje ayudarle. Carrie, le pregunta que por qué no le han dejado en paz y le reprocha que mire en lo que la han convertido. Sue pide perdón y que no la haga daño mientras Carrie la ahoga y le pregunta que por qué no ha de hacérselo ya que ella siempre ha sufrido. Acto seguido la libera, confesándole que ha matado a su madre y que está muy asustada. El miedo de Carrie provoca que sus poderes se descontrolen.
Tras darse cuenta de sus actos, Carrie hace llover piedras del cielo y su casa comienza a destruirse. Sue se acerca a Carrie intentando ayudarla a salir de ahí, Carrie, la sujeta con sus poderes y le dice a Sue que su bebé es una niña, y la arroja fuera de la casa para que no sea aplastada.
Sue queda totalmente sorprendida por el hecho de que Carrie supiera que su bebé era una niña, cuando ni ella misma sabía que estaba embarazada. Sue observa como las piedras destruyen finalmente la casa de Carrie con ella dentro.
Durante un "voice-over" del testimonio que Sue da al jurado sobre los hechos del baile de graduación, argumenta que Carrie tenía algún poder especial pero era como yo, como cualquiera de ustedes, tenía esperanzas y también temores. Nosotros la provocamos. Se muestran imágenes de esta acercándose a la tumba de Carrie, que ha sido vandalizada con las palabras "CARRIE WHITE ARDERÁ EN EL INFIERNO". Sue continúa: "Y cuando provocas a alguien hasta el límite, explota" tras lo que coloca una rosa blanca en la tumba. 
Después de hacerlo la tumba comienza a agrietarse y se escucha un grito de Carrie, lo que indica, que Carrie podría regresar estando viva.
En un final alternativo se ve a Sue visitando la tumba de Carrie y empieza a tener una pesadilla, en la cual ella va a dar luz a su hija, pero después de eso la mano de Carrie le agarra el brazo de Sue, y se ve a Carrie White cargando la bebé de Sue entonces ella empieza a gritar de horror junto con su madre que la trata de calmarla. Esto indicaria que Carrie va a reencarnar en el cuerpo de la bebé de Sue, y esta va a tener junto con sus compañeros que sobrevivieron del baile, pesadillas por el resto de sus días.

## Producción
En mayo de 2011, los representantes de la MGM y Screen Gems anunciaron que ambas compañías estaban en la producción de la nueva adaptación de Carrie. Los dos estudios contrataron al guionista responsable de Spider-Man: Turn Off the Dark, Roberto Aguirre-Sacasa para escribir un guion que entregue "una adaptación más apegada" de la novela de King. Aguirre-Sacasa anteriormente había adaptado la obra de The Stand de Stephen King en un libro de historietas en el 2008.
Al enterarse de una nueva adaptación, King remarcó, "La verdadera pregunta es por qué, cuando la original es tan buena." Él también sugirió a Lindsay Lohan para el papel principal y comentó que: "sería [en la película] una recluta ciertamente divertida". La actriz Sissy Spacek, que interpretó a la protagonista de la adaptación de Palma, expresó su opinión en la selección de Lohan para el personaje de Carrie White, comentando que ella "fue como un, '¡Oh Dios mio!', es muy hermosa y estaba tan complacida de que estuvieran buscando a alguien parecida a mí en vez de la verdadera Carrie descrita en el libro. Va a ser muy interesante." En marzo de 2012, el papel de Carrie White le fue ofrecido a Chloë Grace Moretz, quien aceptó el papel.
Kimberly Pierce es la directora de la película, mientras que Moore estelariza la película como Margaret White y Gabriella Wilde tiene el rol de Sue Snell. Alex Russell de la película Chronicle, y el actor de Broadway, Ansel Elgort también están integrados en el elenco principal, y Judy Greer interpreta a Rita Desjardin.

## Escenas eliminadas
En el estreno de la película, el 18 de octubre en Estados Unidos, eliminaron varias escenas, entre ellas la escena de la lluvia de piedras que causa una gran destrucción en el pueblo de Chamberlain provocada por Carrie White con sus poderes telequinéticos.
Parte de los fanes de la película han realizado una petición para que se distribuya una "Versión del director" con escenas extendidas como la escena de la graduación más violenta que la versión teatral.

## Reparto
- Julianne Moore como Margaret White, la madre "loca" y religiosa de Carrie.
- Chloë Grace Moretz como Carrie White, la protagonista con habilidades telequinéticas.
- Gabriella Wilde como Sue Snell
- Ansel Elgort como Tommy Ross
- Judy Greer como Miss Desjardin, la maestra de Gimnasia.
- Portia Doubleday como Chris Hargensen, la peor enemiga de Carrie y la antagonista.
- Alex Russell como Billy Nolan.
- Zoë Belkin como Tina Blake.
- Karissa Strain como Nicki.
- Katie Strain como Lizzy.
- Demetrius Joyette como George
- Samantha Weinstein como Heather Shyres.
- Mouna Traoré como Erika.
- Arlene Mazerolle como Miss Helen Finsh.
- Evan Gilchrist como Greg Delois.
- Eddie Max Huband como Harry Trenant.
- Max Topplin como Jackie Talbot.
- Barry Shabaka Henley como el director Henry Morton.
- Cynthia Preston como Eleanor Snell.
- Jefferson Brown como Edwin Ulman.
- Connor Price como Freddy "Beak" Holt.
- Phillip Nozuka como Ernie Peterson.
- Kyle Mac como Kenny Garson.
- Tyler Rushton como Jerry Erbter.
- Skyler Wexler como Carrie White niña (escenas eliminadas).

## Muertes
- Tommy Ross: golpeado en la cabeza por un balde de metal al caer (causada accidentalmente por Billy y Christine).
- Varios estudiantes: Tras por la ola de choque algunos estudiantes se golpearon contra varios objetos.
- Heather Shyres: Su cara se estrella contra una puerta de vidrio. (Si sobrevivió a esto fue quemada viva en la escuela)
- El director Henry Morton: Aplastado por la estampida de la gente en el lugar
- Kenny Garson: Aplastado por las gradas.
- Jackie Talbot y el novio de Heather: Aplastado por las gradas.
- Chica del vestido rojo: Se cae de las gradas.

- Freddie "Beak" Holt: Golpeado en la cabeza por una mesa.
- Greg Delois y Harry Trenant: Carrie les lanza un atizador de fuego en sus estómagos.
- Nicky y Lizzy Watson: Carrie las lanza al suelo, para que sean pisadas hasta la muerte.
- Tina Blake: Electrocutada y quemada viva.
- Varios estudiantes: Electrocutados ya que Carrie lanza al suelo los cables cubiertos de agua.
- Mr Ulmann: Electrocutado.
- Billy Nolan: Su cara se parte contra el volante al querer atropellar a Carrie.
- Christine Hargensen: Su cara se estrella contra el parabrisas del auto
- Margaret White: Crucificada por varios objetos filosos al tratar de matar a Carrie.

## Premios y nominaciones
| Año  | Premio                             | Categoría                                                       | Nominado/a                                      | Resultado |
| ---- | ---------------------------------- | --------------------------------------------------------------- | ----------------------------------------------- | --------- |
| 2013 | Alliance of Women Film Journalists | Secuela o Remake                                                | Carrie (empatado con Oz the Great and Powerful) | Ganador   |
| 2013 | Fright Meter Awards                | Mejor actriz de reparto                                         | Julianne Moore                                  | Nominada  |
| 2013 | Fright Meter Awards                | Mejor efectos especiales                                        | Carrie                                          | Nominada  |
| 2013 | Women Film Critics Circle Awards   | Hall of Shame                                                   | Carrie                                          | Ganador   |
| 2014 | People's Choice Awards             | Película de terror favorita                                     | Carrie                                          | Ganadora  |
| 2014 | Saturn Awards                      | Mejor película de terror                                        | Carrie                                          | Ganadora  |
| 2014 | Saturn Awards                      | Saturn Award a la mejor interpretación de un actor/actriz joven | Chloë Grace Moretz                              | Ganadora  |
| 2014 | Fangoria Chainsaw Awards           | Mejor actriz de reparto                                         | Julianne Moore                                  | 3º lugar  |
| 2014 | Dorian Awards                      | Campy Flick of the Year                                         | Carrie                                          | Nominada  |
| 2014 | Jupiter Award                      | Mejor Actriz Internacional                                      | Chloë Grace Moretz                              | Nominada  |
| 2014 | Joey Awards                        | Internacional (Generalidades) Actriz Largometraje               | Chloë Grace Moretz                              | Ganadora  |
| 2014 | World Soundtrack Awards            | Film Compositor del Año                                         | Marco Beltrami                                  | Nominada  |